# William Simms mlajši
William Simms mlajši, angleški izdelovalec inštrumentov, * 22. junij 1817, London, Anglija, † 2. januar 1907, Shanklin, otok Wight.
Bil je nečak Williama Simmsa. Njegov oče je bil James Simms, brat njegovega strica Williama. Njegovega očeta ne smemo zamenjevati z njegovim bratrancem Jamesom, ki je bil sin njegovega strica Williama.
Leta 1844 se je poročil s Charlotte, hčerko Francisa Needhama. Imela sta sina in hči.
10. januarja 1851 so ga izbrali za člana Kraljeve astronomske družbe (RAS).
Nekaj časa je Simms pomagal lordu Rosseu pri postavitvi daljnogleda. Astronomija ga je zelo navduševala. Dopisoval si je tudi s kraljevim astronomom sirom Georgeom Biddellom Airyjem. 
Mlajša William Simms in James Simms sta bila deset let družabnika do leta 1871, ko se je William upokojil. Zaradi opazovanja Sonca je, po besedah njegove hčere, oslepel.